# 第二五三海軍航空隊
第二五三海軍航空隊（だい253こうくうたい）は、第二次世界大戦期の大日本帝国海軍の航空部隊の1つ。

## 沿革
1942年（昭和17年）11月1日に、七五一空（鹿屋空）の戦闘機隊を母体としてカビエンで開隊した。ラバウルに進出し、東部ニューギニア・ソロモン戦線での航空戦に当たった。1943年（昭和18年）5月、部隊の消耗のためサイパン島に後退し、補充・練成を行い、9月には再びラバウルに進出した。特に1943年11月から連合軍のラバウル空襲が激しくなり、各航空隊は消耗して行った。253空は先に撤退して行った航空隊の人員・器材を受け入れながら任務を続行していたが、1944年（昭和19年）2月17日-18日のトラック島空襲により、2月20日に搭乗員、司令部要員はトラック島に撤退した。253空の撤退により、事実上ラバウル航空隊の活動は終了した。
トラック島移動後は、補充が受けられない中、度重なる空襲の迎撃によって戦力は消耗していった。6月米機動部隊のマリアナ諸島接近により稼働全機が出動、グアムへ着陸寸前に米艦載機の攻撃を受けて全機壊滅した。7月10日解隊。

## 歴代司令
- 小林淑人 中佐：1942.11.1 -
- 福田太郎 中佐：1943.7. -
- 小笠原章一 中佐：1944.6. - 1944.7.10解隊